# Hoy Nieves!
Hoy Nieves! (anteriormente Hola Nieves!) es un programa de televisión emitido a través de 13 TV y presentando por Nieves Herrero. Fue estrenado en la tarde del domingo, el 15 de septiembre de 2013, a las 15:30 horas, aunque más tarde pasó a emitirse a partir de las 17:00 horas.

## Formato
Hoy Nieves! es un magacín de actualidad que abarca, entre sus contenidos, la crónica social nacional e internacional, entrevistas, reportajes, noticias del corazón, moda, sucesos, efemérides, concursos y miradas al pasado. Estas secciones, a su vez, comparten cabecera con conexiones en directo con los servicios informativos de 13 TV para conocer la actualidad.

## Equipo

### Presentadores
- Nieves Herrero
- David Alemán (hasta marzo de 2014)

### Colaboradores
- Concha Galán
- Consuelo Font
- Irma Soriano
- Manuel Velasco
- Miguel Almodóvar
- Paloma Barrientos
- Carmen Lomana